# The Archaic Course
The Archaic Course è il terzo album in studio del gruppo metal norvegese Borknagar, pubblicato nel 1998.

## Tracce
1. Oceans Rise – 5:27
2. Universal – 5:35
3. The Witching Hour – 4:26
4. The Black Token – 5:19
5. Nocturnal Vision – 4:35
6. Ad Noctum – 4:22
7. Winter Millennium – 5:44
8. Fields of Long Gone Presence/Outro – 2:18

## Formazione
- ICS Vortex – voce, sintetizzatore
- Øystein G. Brun – chitarra
- Jens F. Ryland – chitarra
- Kai K. Lie – basso
- Grim – batteria
- Ivar Bjørnson – sintetizzatore, effetti